# Lawrence Hyde, 1. hrabě z Rochesteru
Lawrence Hyde, 1. hrabě z Rochesteru (Lawrence Hyde, 1st Earl of Rochester, 1st Viscount Hyde of Kenilworth, 1st Baron Wotton Bassett) (1642 – 2. května 1711, Londýn, Anglie) byl anglický státník, diplomat a dvořan. Dvakrát byl prvním ministrem (1679–1684 a 1685–1686), jeho kariéru předurčil fakt, že byl švagrem krále Jakuba II. a díky tomu také strýcem královen Marie a Anny. Za jejich vlády měl již omezený vliv, později nicméně zastával ještě funkci místokrále v Irsku. Irským místokrálem byl předtím také jeho starší bratr Henry Hyde, 2. hrabě z Clarendonu.

## Kariéra
Byl druhorozeným synem významného státníka, právníka a spisovatele 1. hraběte z Clarendonu. Po obnovení monarchie celá rodina Hyde zaujala vlivné postavení u dvora (dcera 1. hraběte z Clarendonu Anne byla manželkou následníka trůnu vévody z Yorku). Lawrence se ještě před dosažením zletilosti stal členem Dolní sněmovny (1661–1679) a v parlamentu zastupoval prestižní volební obvod oxfordské univerzity. V letech 1662–1678 zastával u dvora post správce královského šatníku (Master of the Robes). Podporoval svého otce, ale jeho pád se jej nijak nedotkl, protože měl zároveň vlivné postavení jako švagr vévody z Yorku. V roce 1676 byl vyslancem v Krakově a ve Vídni, v roce 1678 zastupoval Anglii na mírovém kongresu v Nijmegenu, zároveň byl vyslancem v Haagu. V roce 1679 byl jmenován lordem pokladu a na žádost svého švagra vévody z Yorku se téhož roku stal prvním lordem pokladu a prvním ministrem (1679–1684), stal se též členem Tajné rady a členem výboru Tajné rady pro obchod a kolonie. V roce 1681 byl povýšen na hraběte z Rochesteru a vstoupil do Sněmovny lordů. Jako lord prezident Tajné rady (1684–1685) získal značný vliv, který ovšem zneužíval a před soudem jej zachránila smrt Karla II.
Za vlády Jakuba II. byl znovu prvním ministrem (1685–1686), v roce 1685 získal Podvazkový řád a v letech 1685-1689 byl také generálním poštmistrem a kancléřem královny Marie Modenské, v letech 1687–1689 lordem-místodržitelem v hrabství Hertford. Blízký vztah s Jakubem II. tehdy již ale ochladl především kvůli otázce víry a Hyde musel odstoupit z funkce prvního ministra na nátlak králových katolických stoupenců. V roce 1688 sice nesouhlasil s nástupem Viléma III., novým poměrům se ale podřídil, mimo jiné proto, aby neztratil rentu 4 000 liber, kterou pobíral od roku 1686 po odchodu z úřadu prvního ministra. V roce 1692 mu bylo obnoveno členství v Tajné radě (odkud byl vyloučen v prosinci 1688), v letech 1701–1703 byl místokrálem v Irsku. Později za vlády královny Anny po pádu Godolphinovy vlády zaujal post prezidenta Tajné rady (1710–1711). V závěru své kariéry zastával také post lorda-místodržitele a nejvyššího sudího v Cornwallu (1710–1711).

## Rodina

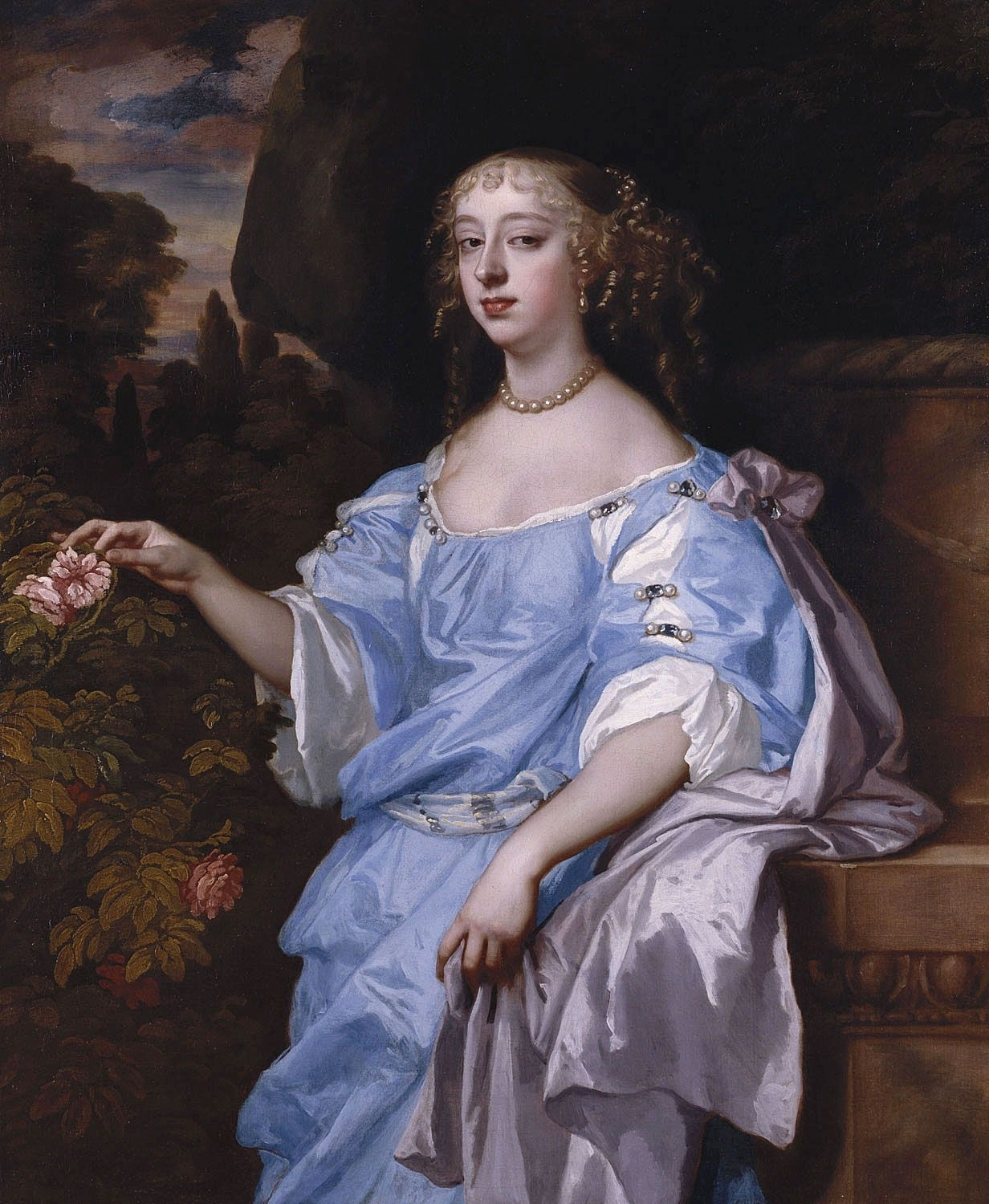
Henrietta, rozená Boyle (1646–1687), manželka 1. hraběte z Rochesteru

V roce 1665 se oženil s Henriettou Boyle (1646–1687), dcerou státníka 2. hraběte z Corku. Dcera Mary (1669–1709) byla manželkou 1. barona Conwaye, mladší dcera Henrietta (1677–1730) se provdala za Jamese Scotta, hraběte z Dalkeithu, syna popraveného vévody z Montmouthu. Syn Henry Hyde (1672-1753) zdědil hraběcí tituly z Clarendonu i z Rochesteru, jím rod vymřel.